# 사랑도 돈이 되나요
《사랑도 돈이 되나요》는 2012년 3월 3일부터 2012년 5월 6일까지 방영된 MBN 특별기획 드라마이다.

## 개요
돈과 권력을 위해 성격 파탄자의 아내가 될 수도 있을까? 진정한 사랑은 얼마일까? 물질 만능주의 시대를 살아가는 우리에게 촌천살인의 스토리로 한 번쯤 진정한 인간관계에 대해 물음표를 던지는 드라마가 왔다!

## 등장 인물

### 주요 인물
- 윤다란 - 엄지원 (아역)-조우리

먹고 살기 위해 억만장자와 사기 결혼 할꺼야! 명랑쾌활 속보이는 귀여운 모태 된장녀, 끈질긴 낙천성+된장녀 기질 충만.
- 마인탁 - 연정훈

세상에 돈으로 안 되는게 어딨어? 폭군황제 '마이다스 탁' 희대의 폭군, 황금 사나이, 왕싸가지 마인탁 180도 변신.
- 홍미미 - 왕빛나 (아역)-이영은

인탁의 사촌 동생으로 행세하는 왕년 톱스타 홍미미, 나한테 빠지지 않을 자신 있어?
- 김선우 - 조연우

비밀을 쥐고 있는 미스터리의 완소 훈남. 니가 최고인거 같지? 마인탁, 기다려라.

### 그 외 인물
- 하민주 - 심은진
- 방국봉 - 김형범
- 곽성란 - 황보
- 정 여사 - 김청
- 마성택 - 김일우
- 안손희 - 윤용현
- 정은솔 - 정다혜
- 이칸희
- 위지웅
- 허남성
- 이규섭
- 김규철

## 시청률
| 2012년 | 2012년   | 2012년         | 2012년 |
| 회차   | 방송일   | AGB닐슨 시청률 |        |
| ------ | -------- | -------------- | ------ |
| 제1회  | 3월 3일  | 0.443%         |        |
| 제2회  | 3월 4일  | 0.697%         |        |
| 제3회  | 3월 10일 | 0.673%         |        |
| 제4회  | 3월 11일 | 0.669%         |        |
| 제5회  | 3월 17일 | 0.702%         |        |
| 제6회  | 3월 18일 | 0.443%         |        |
| 제7회  | 3월 24일 | 0.622%         |        |
| 제8회  | 3월 25일 | 0.937%         |        |
| 제9회  | 3월 31일 | 0.659%         |        |
| 제10회 | 4월 1일  | 0.583%         |        |
| 제11회 | 4월 7일  | 0.198%         |        |
| 제12회 | 4월 8일  | 0.175%         |        |
| 제13회 | 4월 14일 | 0.715%         |        |
| 제14회 | 4월 15일 | 0.758%         |        |
| 제15회 | 4월 21일 | 0.653%         |        |
| 제16회 | 4월 22일 | 0.641%         |        |
| 제17회 | 4월 28일 | 0.723%         |        |
| 제18회 | 4월 29일 | 0.868%         |        |
| 제19회 | 5월 5일  | 0.761%         |        |
| 제20회 | 5월 6일  | 0.995%         |        |

| MBN 토일 드라마                                            | MBN 토일 드라마                                      | MBN 토일 드라마                                 |
| 이전 작품                                                  | 작품명                                               | 다음 작품                                       |
| ---------------------------------------------------------- | ---------------------------------------------------- | ----------------------------------------------- |
| 뮤지컬 서바이벌 왓츠 업 (2011년 12월 3일 ~ 2012년 2월 5일) | 사랑도 돈이 되나요 (2012년 3월 3일 ~ 2012년 5월 6일) | 천국의 눈물 (2014년 10월 11일 ~ 2015년 1월 3일) |